# A71 (Frankrijk)
De A71 is een autosnelweg in het midden van Frankrijk. De weg vormt de verbinding tussen de A10 bij Orléans en Clermont-Ferrand waar hij aansluit op de A75 richting Béziers.
Bij Vierzon begint de A20 die in zuidwestelijke richting in de richting van Toulouse leidt.
Vanaf de stad Riom tot aan Clermont-Ferrand loopt de A89/E70 ook over het traject mee.
Deze weg doorkruist het noordelijk deel van het Centraal Massief, een middelgebergte in Midden-Frankrijk.

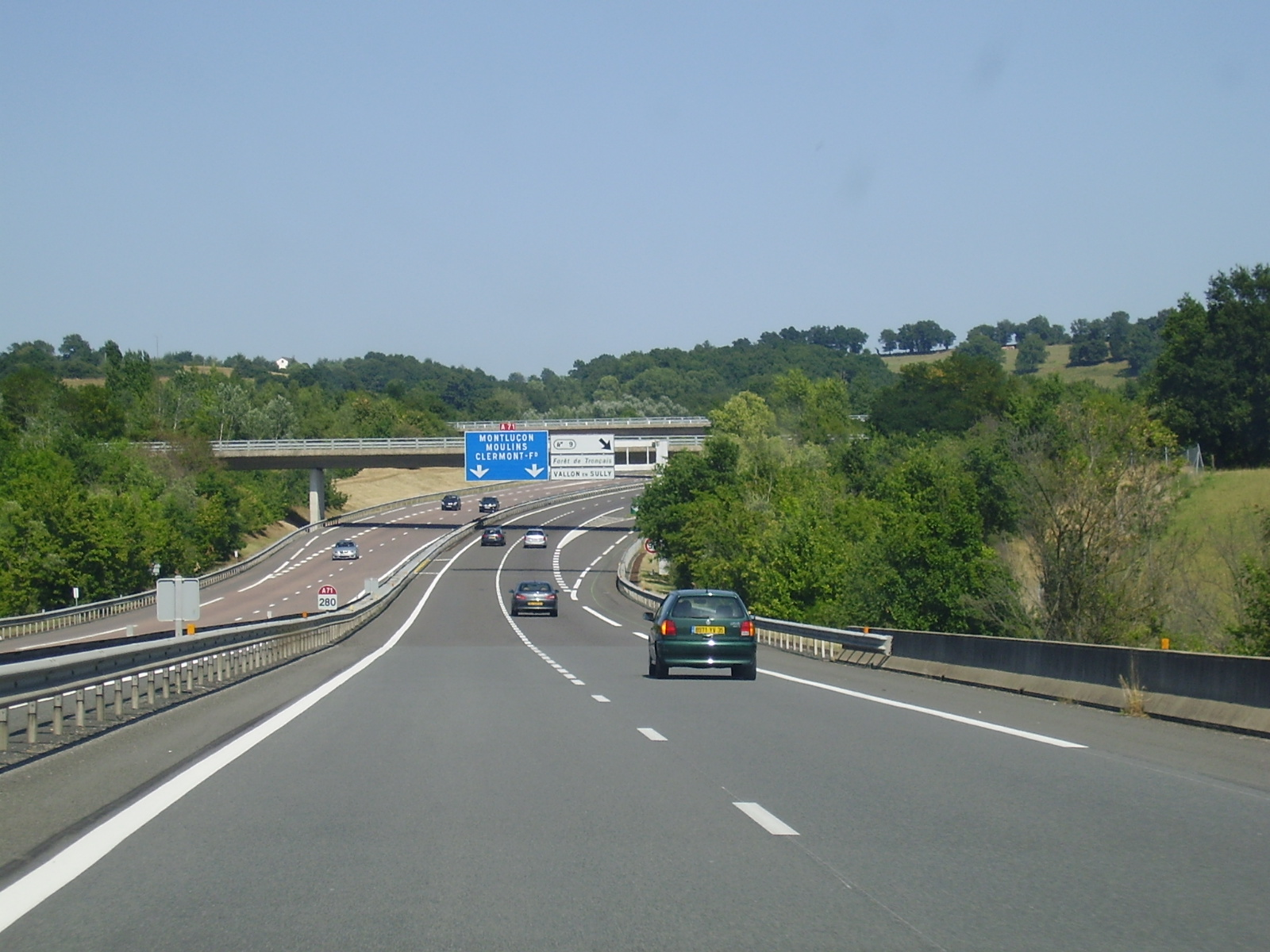
A71 ter hoogte van Vallon-en-Sully